# Caberea multipartita
Caberea multipartita är en mossdjursart som beskrevs av Yang och Lu 1981. Caberea multipartita ingår i släktet Caberea och familjen Candidae. Inga underarter finns listade i Catalogue of Life.